# Poney indien du lac La Croix
Pour les articles homonymes, voir Poney indien.
Le poney indien du lac La Croix (anglais : Lac La Croix indian Pony) est une race de poneys canadienne, descendante de petites montures vraisemblablement sélectionnée par des Ojibwés. Il peut être influencé ou non par le cheval colonial espagnol.

## Histoire
Au Canada, ces poneys sont désignés par l'acronyme LLCIP, pour Lac La Croix indian Pony. Ils résultent vraisemblablement d'une sélection opérée par des Mohawks établis près du lac La Croix au XIXe siècle, par croisement entre le cheval canadien et le mustang espagnol, avec l'influence de la sélection naturelle. Ces chevaux ont été présumés éteints durant des décennies. En 1977, un citoyen Américain, Fred Isham, remarque une harde de poneys dans les bois près du lac La Croix, à l'époque où cette population équine fait l'objet de controverses et est régulièrement abattue. Il recueille ces chevaux et les conduit aux États-Unis, alors que le dernier étalon vient d'être tué. Pour prévenir l'extinction de la race, il croise les quatre juments restantes avec des étalons de type espagnol,.
Ces chevaux ont depuis fait l'objet de mesures de protection. En 1993, Rare Breeds Canada débloque des fonds pour permettre le retour de ces chevaux sur leur territoire. Ils rachètent une harde de 13 poneys peu influencés par les croisements espagnols. En juin 2005, le cheptel total est de 93 individus.

## Description

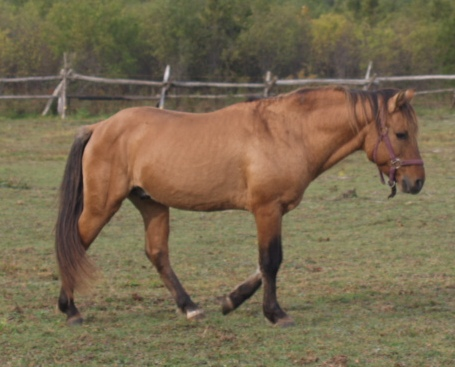
L'étalon Woobang

Petit, râblé et très fort, il a gardé la noblesse et l'allure de ses ancêtres espagnols. D'après Janet Vorwald Dohner, le poids moyen est de 900 pounds, soit environ 400 kg, pour 1,24 m. D'après le Guide Delachaux, les juments toisent 1,21 m à 1,34 m, et les mâles 1,32 m à 1,44 m. CAB International (2016) indique une taille de 1,22 m à 1,47 m. 
Ce poney a une tête fine au front large et au profil droit, de petites oreilles, et un regard doux. L'encolure est légèrement arquée et forte. Le garrot est peu saillant, les épaules sont inclinées, les sabots petits et très solides. Les crins peuvent présenter l'ondulation typique des chevaux d'origine ibérique. La crinière, longue, peut être double.
De nombreux poneys présentent un raie de mulet sur le dos. Les robes prédominantes sont le bai, le noir, le souris, et le bai dun. De petites marques blanches sont possibles et communes.

## Utilisations
Ces poneys peuvent être montés par les jeunes ou les familles. Malgré leur taille réduite, ils sont capables de porter des personnes adultes.

## Diffusion de l'élevage
La race, très locale, est propre à la région du nord de l'Ontario, au Canada.
Le cheptel est d'une centaine de têtes en 2013. Ces poneys sont élevés dans 14 fermes du Minnesota et du Canada en 2005. L'étude menée par l'Université d'Uppsala, publiée en août 2010 pour la FAO, signale le Poney indien du lac La Croix comme race locale d'Amérique du Nord menacée d'extinction.